# Anachis aliceae
Anachis aliceae is een slakkensoort uit de familie van de Columbellidae. De wetenschappelijke naam van de soort is voor het eerst geldig gepubliceerd in 1900 door Pallary.